# Marquesado de San Rafael
El marquesado de San Rafael es un título nobiliario español  de carácter hereditario concedido por el rey Amadeo I de Saboya el 15 de septiembre de 1870  a José Malcampo y Monge. Había sido concedido anteriormente, con la denominación de marqués de Pantoja, a José Manuel de Pantoja y Carvajal, cambiando la denominación a marqués de San Rafael con la enajenación por la viuda de José Manuel de Pantoja y Carvajal a favor de Manuel Esteban Bago y Pastor, regidor de la villa de Andújar, casado con Leonor de Piédrola y Lince.

## Marqueses de San Rafael
- José Malcampo y Monge (San Fernando, 13 de enero de 1828-Sanlúcar de Barrameda, 23 de mayo de 1880), I marqués de San Rafael,[1] I conde de Joló y I vizconde de Mindanao.[4]

Contrajo matrimonio con Manuela Matheu González de Quevedo. Fue senador por la provincia de Cádiz en la legislatura de 1871-1872. En 24 de octubre de 1881, le sucedió su hijo.
- Juan Bautista Malcampo y Matheu (m. La Habana, 1896),[8] II marqués de San Rafael,[1]  II conde de Joló y II vizconde de Mindanao.[5][6]

Casó con Josefa Fernández de Villavicencio y Oronoz. Le sucedió su hijo el 26 de marzo de 1902:
- José Malcampo y Fernández de Villavicencio (m. Madrid, 30 de abril de 1959),[9] III marqués de San Rafael,[1] III conde de Joló, III vizconde de Mindanao, VI duque de San Lorenzo de Vallehermoso, XIII duque del Parque,[10] dos veces grande de España, VIII marqués de Casa de Villavicencio.

Casó con María Rosa San Miguel y Martínez de Campo. Le sucedió su hija el 8 de julio de 1960.
- María Cristina Malcampo y San Miguel (Madrid, 5 de mayo de 1935-Madrid, 18 de septiembre de 2004),[11] IV marquesa de San Rafael,[1] IV condesa de Joló,[11] IV vizcondesa de Mindanao[11][12]  XIV duquesa del Parque,[10] dos veces grande de España, VII duquesa de San Lorenzo de Valhermoso[11] y IX marquesa de Casa Villavicencio.[6][10]

Casó  el 27 de junio de 1974, en El Escorial, con Beltrán Osorio y Díez de Rivera, XVIII duque de Alburquerque, de quien fue su segunda esposa. Le sucedió su hija:
- María Rosa Osorio y Malcampo (n. 1977), V marquesa de San Rafael,[1][14] y XV duquesa del Parque,[10] grande de España.[10][15]

Contrajo matrimonio el 24 de julio de 2015 con Bruno González Barros y Caruncho.